# Erythroneura corni
Erythroneura corni är en insektsart som beskrevs av Robinson 1924. Erythroneura corni ingår i släktet Erythroneura och familjen dvärgstritar. Inga underarter finns listade i Catalogue of Life.